# Utica, Tunisia
Utica là một thành phố cổ phía tây bắc của Carthage gần nơi sông Medjerda đổ vào Địa Trung Hải, theo truyền thống được coi là thuộc địa đầu tiên được thành lập bởi các Phoenicia ở Bắc Phi. Ngày nay, Utica không còn tồn tại, phế tích của thành phố cổ không nằm ở bên bờ biển nơi nó từng tọa lạc, nhưng sâu trong nội địa bởi vì nạn phá rừng và nông nghiệp thượng nguồn dẫn đến xói mòn lớn và sông Medjerda bồi lấp.
Địa điểm của những tàn tích của Utica nằm trên một ngọn đồi thấp, bao gồm nhiều biệt thự La Mã. Các bức tường vẫn còn giữ nguyên sàn khảm trang trí. Về phía tây bắc của các biệt thự là một nghĩa địa Punic, với Punic quách 20 feet (6 mét) dưới tầng La Mã.
Năm 203 trước Công nguyên, tại đây diễn ra trận đánh giữa quân đội của Rome và Carthage trong chiến tranh Punic lần thứ hai nhằm tranh chấp quyền thống trị trên vùng phía Tây Địa Trung Hải.